# Guerra dos Mascates

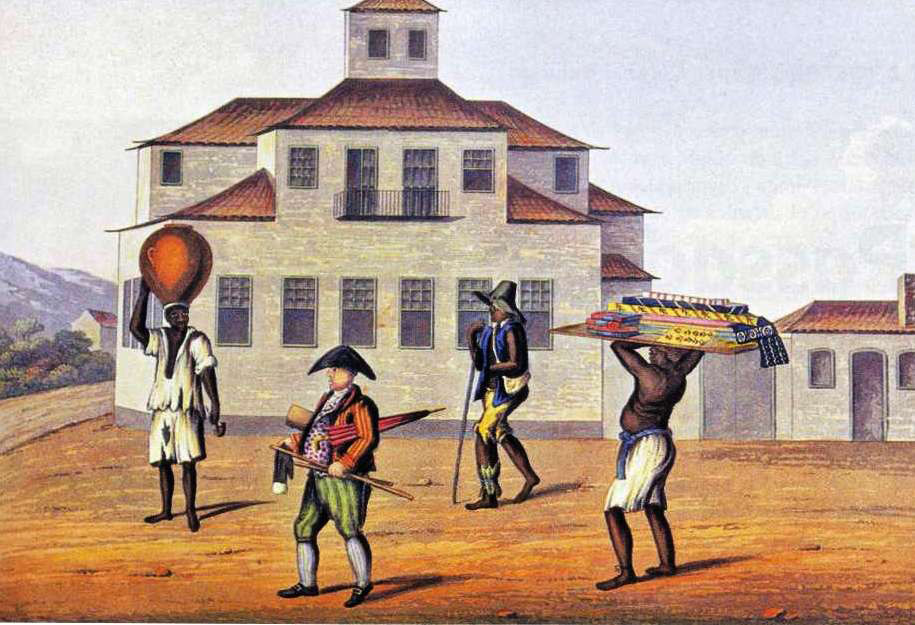
O mascate e seu escravo, de Henry Chamberlain.

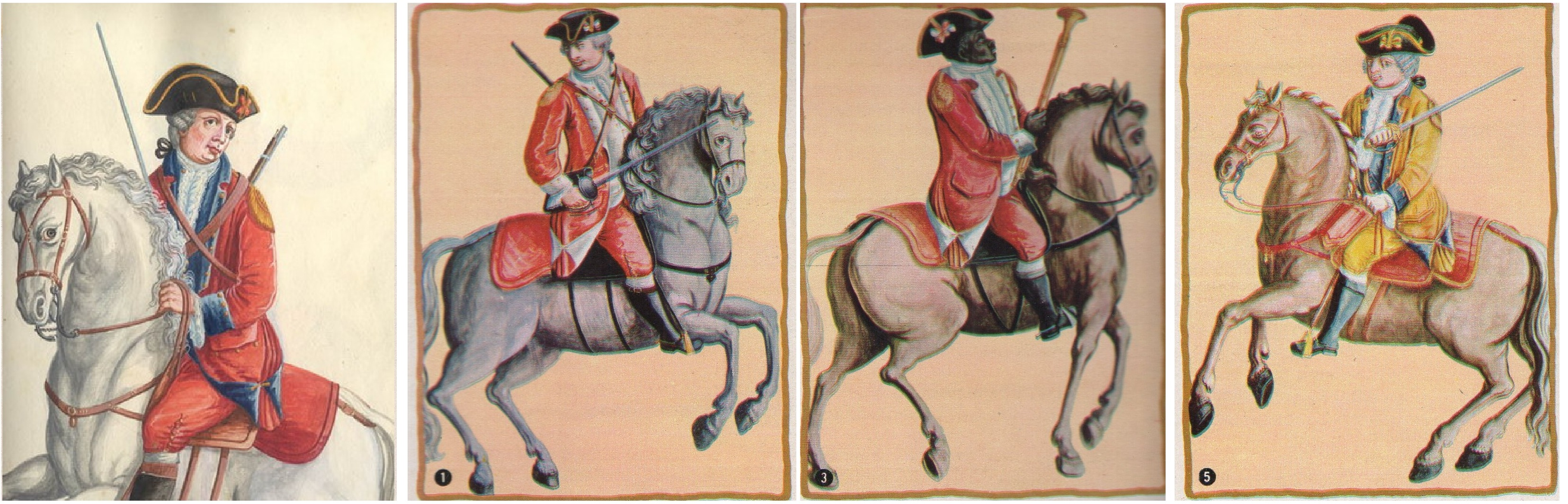
Oficiais de cavalaria. Brasil, sec. XVIII

Guerra dos Mascates, que se registrou de 1710 a 1711 na Capitania de Pernambuco, é considerada como um movimento nativista pela historiografia do Brasil.
Confrontaram-se os senhores de terras e engenhos pernambucanos, concentrados em Olinda, e os comerciantes reinóis (portugueses da metrópole) do Recife, chamados pejorativamente de mascates. Quando houve as sedições entre os mascates europeus do Recife e a aristocracia rural de Olinda, os comerciantes portugueses eram apelidados de mascates, pelos senhores de engenho, já que saiam vendendo seus produtos de porta em porta. Por outro lado, os senhores de engenho eram chamados pés rapados  - em alusão à sua decadência econômica. E, para  enfrentar suas difículdades financeiras, os senhores de engenho recorriam com frequência aos comerciantes reinóis a fim de tomar empréstimos, de modo que os mascates os consideravam falidos, necessitados - pobres, enfim.

## Causas
Anos após a expulsão dos holandeses de Pernambuco, a economia da região entrou numa crise decorrente da baixa do açúcar no mercado internacional e da concorrência do açúcar produzido nas Antilhas.
A concorrência afetou os ricos senhores de engenho de Olinda, que entraram em decadência por não obterem mais os lucros com a produção açucareira. Sem capital para saldar suas dívidas, os latifundiários passaram a precisar de empréstimos. Naquela época os comerciantes portugueses, chamados de mascates, ocupavam a cidade do Recife e possuíam dinheiro para emprestar aos senhores de Olinda, porém cobravam juros altíssimos pelos empréstimos, ocasionando o endividamento cada vez maior dos olindenses.
Embora dependentes economicamente dos comerciantes portugueses, os senhores de engenho pernambucanos não aceitaram a emancipação político-administrativa do Recife, até então uma comarca subordinada a Olinda. A emancipação do Recife foi percebida como uma agravante da situação dos latifundiários locais (devedores) diante da burguesia lusitana (credora), que por esse mecanismo passava a se colocar em patamar de igualdade política.
Até o final do século XVII, Olinda era a principal cidade de Pernambuco, onde moravam os ricos senhores de engenhos, que pensavam que sua fortuna jamais acabaria. Mas isso aconteceu, por uma guerra de preços do açúcar no mercado europeu, e os senhores de engenho de Olinda começaram a pedir dinheiro emprestado aos comerciantes do Recife, mero povoado. Aos poucos, foram surgindo ódio e conflitos. Conscientes de sua importância, os comerciantes pediram ao rei de Portugal que o povoado fosse elevado a vila. Quando estava sendo concretizada a separação entre as duas cidades, em 1710, os senhores de Olinda se revoltaram, tendo como um dos chefes o proprietário de engenho Bernardo Vieira de Melo. Sem condição de resistir, os comerciantes mais ricos do Recife fugiram para não serem capturados. A metrópole interveio na região, em 1711, prendendo os líderes da rebelião.
Após a vitória dos mascates, os prósperos comerciantes percebem o predomínio do comércio sobre a produção agrícola da colônia, o que era evidenciado pelo empobrecimento dos senhores de engenho de Olinda, que viviam a tomar empréstimos, a juros, aos mascates para conseguirem se manter.

## O movimento

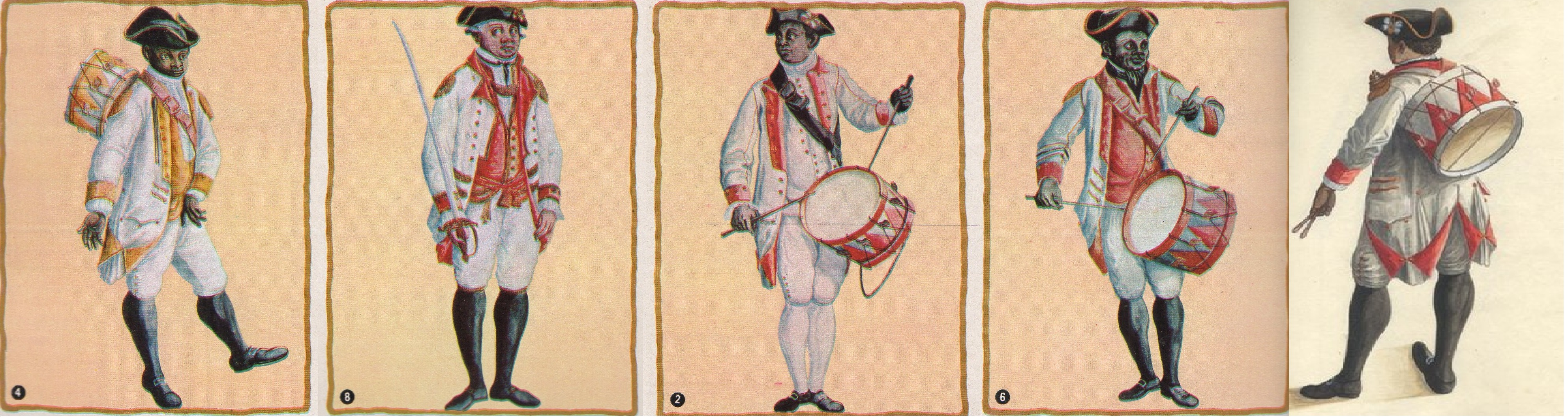
Soldados negros dos Terços Auxiliares de Pernambuco e Paraíba

Em fevereiro de 1710, pouco após receber a Carta Régia que elevou o povoado à condição de vila, os comerciantes inauguraram o Pelourinho e o prédio da Câmara Municipal, separando formalmente o Recife de Olinda, a sede da capitania.
Como os membros da aristocracia rural haviam abandonado Olinda para se refugiarem nos engenhos onde viviam. As hostilidades iniciaram-se em Vitória de Santo Antão, lideradas pelo seu Capitão-mor, Pedro Ribeiro da Silva. Estas forças, engrossadas em Afogados com reforços oriundos de São Lourenço e de Olinda, sob a liderança de Bernardo Vieira de Melo e do coronel Leonardo Bezerra Cavalcanti, invadiram o Recife, demolindo o Pelourinho, rasgando o Foral régio, libertando os presos e perseguindo pessoas ligadas ao governador Sebastião de Castro Caldas Barbosa (mascates). Este, por sua vez, visando garantir a sua segurança, retirou-se para a Bahia, deixando o governo da capitania a cargo do bispo Manuel Álvares da Costa.
Nos últimos meses de 1710, os Olindenses enviaram exigências formais ao rei Dom João V que, de modo geral, visavam assegurar benfeitorias para os proprietários de Olinda. Dentre elas, destaca-se as seguintes: primeiro, que Recife não fosse elevado à condição de Vila, visto que era um termo pertencente a Olinda. Segundo, exigiram que os moradores de Recife fossem impedidos de participarem das eleições de pelouros e que a Majestade provesse Olinda com a aquisição de escravizados de Guiné. Além disso, também pediram para que o Rei concedesse perdão a qualquer dano praticado pelo povo, inclusive males contra propriedades de particulares.
Os mascates contra-atacaram em 1711, invadindo Olinda e provocando incêndios e destruição em vilas e engenhos na região.
A nomeação de um novo governador, Felix José de Mendonça, depois da retirada forçada para a Bahia de Sebastião de Castro Caldas que tinha levado um tiro, e a atuação de tropas mandadas de lá puseram fim à guerra. A burguesia mercantil recebeu o apoio da metrópole, e o Recife manteve a sua autonomia.
No século XIX, escreveria Frei Caneca a esse respeito: « Quando a pátria careceu dos braços e sangue de seus filhos, ao lado dos pardos não lhe deram seus braços e sangue os brancos e os pretos? Quando aqueles lavaram de suas lágrimas os ferros do despotismo, não correram também a fio as lágrimas destes? Antes os brancos tem padecido mais do que os outros pernambucanos nas maiores tempestades de Pernambuco. Nas sedições do século passado, entrando todos na refrega, somente sobre os brancos vieram os flagelos e os raios; as masmorras foram cheias das pessoas mais respeitáveis de Pernambuco; outros amontoaram-se aos mais embrenhados matos e longínquos sertões; e viram-se carregados de ferros e remetidos para Portugal o coronel Leonardo Bezerra Cavalcanti e seus dois filhos, o major Bernardo Vieira de Melo, com um filho (André) e seu irmão, o comissário geral Manuel Cavalcanti Bezerra, o capitão André Dias de Figueiredo e seu irmão tenente-coronel, o licenciado José Tavares de Holanda, o capitão João de Barros Correia, o capitão Cosme Bezerra Cavalcanti e outros.(Frei Joaquim do Amor Divino Caneca, Coleção Formadores do Brasil, 1994, página 283)
O sentimento autonomista e antilusitano dos pernambucanos, que vinha desde a luta contra os holandeses, continuou a manifestar-se em outros conflitos, como a Conspiração dos Suassunas, a Revolução Pernambucana de 1817 e a Confederação do Equador.

## Fim
Após a prisão dos líderes do levante e a consolidação de Recife perante Olinda, o conflito foi encerrado em 1711. Já no ano seguinte, 1712, Recife foi elevada à condição de sede administrativa de Pernambuco; sua Câmara e o Pelouro foram reconstruídos. Enquanto que alguns revoltosos do movimento (a nobreza de Olinda) recebeu perdão do Bispo, atitude ratificada, em 1714, por D. João V ao conceder anistia aos envolvidos na sublevação, conforme haviam solicitado nas exigências enviadas em 1710. Além disso, para que a paz fosse mantida, a Majestade concedeu aos senhores de engenho de Olinda o perdão das dívidas adquiridas e a prerrogativa da manutenção de suas plantações.
Com a vitória dos comerciantes, essa guerra apenas reafirmava o predomínio do capital mercantil (comércio) sobre a produção colonial.